# Lalla Nezha du Maroc
La princesse Lalla Nezha, née le 29 octobre 1940 à Rabat et morte le 2 septembre 1977 à Tétouan est la sœur de feu le roi Hassan II du Maroc et la fille du roi Mohammed V du Maroc et de sa seconde épouse, Lalla Abla bint Tahar.

## Biographie
Lalla Nezha commence son éducation à domicile, au palais royal de Rabat. En 1950 elle complète avec succès son certificat d’école primaire en complètent l’examen de fin d’année scolaire. L’exil de sa famille survenu en 1953, d’abord en Corse puis à Madagascar lui fait changer d’établissement scolaire. Sa famille vit à Antsirabe et elle est interne dans une école tenue par des religieuses catholiques, Les sœurs de la Providence. Après le retour d’exil de sa famille au Maroc datant du 16 novembre 1955, elle retrouve sa vie d'avant et son pays devient indépendant le 2 mars 1956. C’est à Paris que Lalla Nezha continue sa scolarité au lycée Sainte-Marie de Neuilly, à partir de la rentrée de septembre 1956. Elle a étudié à partir de 1959 à la Cagnyta House Continuation College situé sur Queen's Gate, au district de Kensington à Londres.
Au Palais royal de Rabat, le 29 octobre 1964 (le jour de son anniversaire), elle épouse Ahmed Osman (né à Oujda le 3 janvier 1930), secrétaire général du ministère de la Défense nationale (1959-1961), ambassadeur en République fédérale d'Allemagne (1961-1962) et des États-Unis (1967-1972), sous-secrétaire du ministère des Mines et de l'Industrie (1962-1964), président de la Compagnie générale marocaine de navigation (1964-1967), Premier ministre du Maroc (1972-1979), président du Rassemblement national des indépendants (RNI) depuis 1977, président de l'Assemblée nationale (1984-1992).
Ils ont eu un fils unique : Moulay Nawfal Osman (1966-1992),.
Pendant le Ramadan,, elle décède dans un accident de voiture près de Tétouan le 2 septembre 1977.

## Décoration
- Dame grand cordon de l'ordre du Trône (Royaume du Maroc).[réf. nécessaire]